# Liste des anciennes communes de la province d'Overijssel
En 1812, la province néerlandaise d'Overijssel comptait 52 communes. Depuis 2005, il n'y en a plus que 25.
Étapes principales des fusions :
- 1973 : Le nord-ouest de la province (Kop van Overijssel)
- 2001 : Fusions massive dans la province entière

## Liste des fusions des communes d'Overijssel

### 2005
- Bathmen > Deventer

### 2003
- Rijssen > Rijssen-Holten - modification du nom officiel
- Steenwijk > Steenwijkerland - modification du nom officiel

### 2002
- Denekamp > Dinkelland - modification du nom officiel
- Olst > Olst-Wijhe - modification du nom officiel
- Vriezenveen > Twenterand - modification du nom officiel

### 2001
- Avereest > Hardenberg
- Brederwiede > Steenwijk
- Ambt Delden > Hof van Twente*
- Stad Delden > Hof van Twente*
- Diepenheim > Hof van Twente*
- Genemuiden > Zwartewaterland*
- Goor > Hof van Twente*
- Gramsbergen > Hardenberg
- Den Ham > Vriezenveen
- Hasselt > Zwartewaterland*
- Heino > Raalte
- Holten > Rijssen
- IJsselham > Steenwijk
- IJsselmuiden > Kampen
- Markelo > Hof van Twente*
- Nieuwleusen > Dalfsen
- Ootmarsum > Denekamp
- Weerselo > Denekamp
- Wijhe > Olst
- Zwartsluis > Zwartewaterland*

### 1999
- Diepenveen > Deventer

### 1986
- La commune de Noordoostpolder passe à la nouvelle province de Flevoland

### 1973
- Blankenham > IJsselham*
- Blokzijl > Brederwiede*
- Giethoorn > Brederwiede*
- Kuinre > IJsselham*
- Oldemarkt > IJsselham*
- Steenwijkerwold > Steenwijk
- Vollenhove > Brederwiede*
- Wanneperveen > Brederwiede*

### 1967
- Zwollerkerspel > Zwolle (quelques parties de Zwollerkerspel sont séparées et rattachées aux communes de Genemuiden, Hasselt, Heino et IJsselmuiden)

### 1942
- Ambt Vollenhove > Vollenhove*
- Stad Vollenhove > Vollenhove*

### 1941
- Ambt Hardenberg > Hardenberg*
- Stad Hardenberg > Hardenberg*

### 1937
- Grafhorst > IJsselmuiden
- Kamperveen > IJsselmuiden
- Wilsum > IJsselmuiden
- Zalk en Veecaten > IJsselmuiden

### 1934
- Lonneker > Enschede

### 1923
- Ambt Ommen > Ommen*
- Stad Ommen > Ommen*

### 1914
- Ambt Almelo > Almelo*
- Stad Almelo > Almelo*

### 1859
- Schokland > Kampen

### 1818
- Création d'Ambt Almelo et de Stad Almelo, par démembrement de la commune d'Almelo, commune supprimée
- Création d'Ambt Delden et de Stad Delden, par démembrement de la commune de Delden, commune supprimée
- Création d'Ambt Hardenberg et de Stad Hardenberg, par démembrement de la commune de Hardenberg, commune supprimée
- Création d'Ambt Ommen, de Stad Ommen et d'Avereest, par démembrement de la commune d'Ommen, commune supprimée
- Création d'Ambt Vollenhove et de Stad Vollenhove, par démembrement de la commune de Vollenhove, commune supprimée
- Création de Blankenham par démembrement de la commune de Kuinre
- Création de Denekamp par démembrement de la commune d'Ootmarsum
- Création de Markelo par démembrement de la commune de Goor
- Création de Nieuwleusen par démembrement de la commune de Dalfsen

## Référence et source
- (nl) Ad van der Meer et Onno Boonstra, Repertorium van Nederlandse gemeenten 1812-2006, DANS Data Guide 2, La Haye, 2006